# Сидір Коваленко
Сидір Коваленко (Ковалевський) (? — 1685) — український військовий діяч доби Руїни. Брацлавський (1667, 1675), кальницький (1671), корсунський (1676) полковник.

## Життєпис
У 1667 році очолив Брацлавський полк, змінивши на посаді Михайла Зеленського, що виступив проти гетьмана П. Дорошенка. Його брат Степан Коваленко у цей час став кальницьким полковником. У 1668 році поступився перначем Семенові Манджосу (Кияшку). У березні 1671 року очолював Кальницький полк.
У 1675 році знову як брацлавський полковник поїхав послом до Стамбула. Повернувся звідти лише у 1677 році — разом з османським військом та «Князем сарматським» Юрієм Хмельницьким. За іншими даними, у 1676 році був корсунським полковником у Дорошенка.
Був одним із соратників Юр. Хмельницького під час його другого та третього гетьманування. Брав участь у походах на Чигирин і Лівобережну Україну. У 1685 році страчений за наказом Хмельницького за «погане постачання провіанту до Немирова».